# Asystent Office
Asystent Office – narzędzie wbudowane w pakiet Microsoft Office, które pomaga użytkownikowi w utworzeniu dokumentu poprzez wyświetlanie porad i wskazówek. Asystent Office domyślnie widoczny jest jako spinacz, lecz w prosty sposób można go ukrywać i przywoływać, a także zmieniać jego wygląd.
Asystent po raz pierwszy pojawił się w Office 97, natomiast w programach Microsoft Publisher i Microsoft Project w wersji 98, i nazywał się Clippit, zaś w programie Microsoft FrontPage w wersji 2002. Jego wygląd został odświeżony w Microsoft Office 2000. Został domyślnie wyłączony w Microsoft Office 2003. Został usunięty w Microsoft Office 2007.